# Artal IV d'Alagón
Artal IV d'Alagón (? - 1295) va ser un noble valencià d'origen aragonès, camarlenc del rei Jaume el Just, 4t senyor de Sástago.

## Orígens familiars
Fill de Blasco II d'Alagón "el net" i Giussiana Ximenes d'Entença Luesia.

## Núpcies i descendents
Es casà amb Teresa Pere, filla borda del rei Pere III d'Aragó i d'Inés Zapata; en primeres núpcies s'havia casat amb García Romeo. D'aquest matrimoni nasqueren:
- Artal V d'Alagón, casat amb Toda Pérez d'Urrea
- Blasco d'Alagón "el Vell", casat amb Beatriu de Suàbia
- Isabel d'Alagón, que fou monja
- Teresa d'Alagón, casada amb Pero de Granyana
- Violante d'Alagón i Pérez,[2] casada amb Pero III Martínez de Luna, fill de Sanxo Martínez de Luna

## Biografia
Amb el beneplàcit reial, permutà les possessions maternes per les de Pina i Alcubierre.